# Smude
Smude falu Horvátországban Verőce-Drávamente megyében. Közigazgatásilag Atyinához tartozik.

## Fekvése
Verőcétől légvonalban 30, közúton 45 km-re délkeletre, községközpontjától légvonalban 6, közúton 8 km-re keletre, a Papuk-hegység területén, a Samardinec-patak mentén fekszik.

## Története
A település valószínűleg a 17. században keletkezett Boszniából érkezett pravoszláv vlachok betelepítésével. Az első katonai felmérés térképén „Dorf Szmude” néven találjuk. Lipszky János 1808-ban Budán kiadott repertóriumában „Szmude” néven szerepel. Nagy Lajos 1829-ben kiadott művében „Szmude” néven 49 házzal, 279 ortodox vallású lakossal szerepel.
1857-ben 168, 1910-ben 306 lakosa volt. 1910-ben a népszámlálás adatai szerint lakosságának 87%-a szerb, 7%-a magyar, 6%-a horvát anyanyelvű volt. Verőce vármegye Szalatnoki járásának része volt. Az első világháború után 1918-ban az új szerb-horvát-szlovén állam, majd később (1929-ben) Jugoszlávia része lett.
1991-ben lakosságának 92%-a szerb nemzetiségű volt. A délszláv háború idején a település 1991 októberének elején már szerb ellenőrzés alatt volt. A horvát hadsereg 136. slatinai dandárja az Orkan-91 hadművelet során 1991. december 15-én foglalta vissza. A lakosság elmenekült. 2011-ben 15 lakosa volt.

## Lakossága
| Lakosság változása | Lakosság változása | Lakosság változása | Lakosság változása | Lakosság változása | Lakosság változása | Lakosság változása | Lakosság változása | Lakosság változása | Lakosság változása | Lakosság változása | Lakosság változása | Lakosság változása | Lakosság változása | Lakosság változása | Lakosság változása |
| ------------------ | ------------------ | ------------------ | ------------------ | ------------------ | ------------------ | ------------------ | ------------------ | ------------------ | ------------------ | ------------------ | ------------------ | ------------------ | ------------------ | ------------------ | ------------------ |
| 1857               | 1869               | 1880               | 1890               | 1900               | 1910               | 1921               | 1931               | 1948               | 1953               | 1961               | 1971               | 1981               | 1991               | 2001               | 2011               |
| 168                | 185                | 159                | 183                | 178                | 306                | 235                | 320                | 291                | 297                | 246                | 173                | 130                | 103                | 4                  | 15                 |

## Nevezetességei
Krisztus Mennybemenetele tiszteletére szentelt pravoszláv parochiális temploma 1753-ban épült. A második világháború idején az usztasák felgyújtották, azóta rom. Harangtornyának bal oldalán az építés évszáma látható, míg a jobb oldalon Nikola Živković szerint az Istenanya nagyméretű képe volt felfestve. A templomrom ma a falu feletti sűrű erdőben található.